# Synanthedon chlorothyris
Synanthedon chlorothyris is een vlinder uit de familie wespvlinders (Sesiidae), onderfamilie Sesiinae.
Synanthedon chlorothyris is voor het eerst wetenschappelijk beschreven door Meyrick in 1935. De soort komt voor in het Afrotropisch gebied.